# Isopogon buxifolius
Isopogon buxifolius är en tvåhjärtbladig växtart som beskrevs av Robert Brown. Isopogon buxifolius ingår i släktet Isopogon och familjen Proteaceae. Inga underarter finns listade i Catalogue of Life.